# په پینتو
په پینتو (انگلیسی: Pepe Pinto؛ ۱۱ نوامبر ۱۹۲۹ – ۳۰ نوامبر ۲۰۲۴) بازیکن فوتبال اهل اسپانیا بود.
از باشگاه‌هایی که وی در آنها بازی کرده‌است، می‌توان به باشگاه فوتبال رئال وایادولید، باشگاه فوتبال ژیرونا، و باشگاه فوتبال بارسلونا اشاره کرد.